# Truyện thơ Nôm
Truyện thơ Nôm hay Truyện Nôm thể thơ tiếng Việt viết bằng chữ Nôm (thường là thơ lục bát) để kể chuyện (trần thuật). Đây là một loại hình tự sự có khả năng phản ánh về hiện thực của xã hội và con người với một phạm vi tương đối rộng, vì vậy có người gọi truyện thơ Nôm là trung thiên tiểu thuyết (tiểu thuyết vừa). Nội dung của truyện thơ Nôm thường phản ánh đời sống xã hội cũng như thể hiện quan niệm, lí tưởng nhân sinh của tác giả thông qua việc miêu tả và thường là miêu tả chi tiết, tường thuật lại một cách tương đối trọn vẹn cuộc đời, tính cách nhân vật bằng một cốt truyện với chuỗi các biến cố, sự kiện nổi bật. Truyện thơ Nôm tiêu biểu cho văn học cổ điển Việt Nam, nở rộ vào cuối thế kỷ XVIII, đầu thế kỷ XIX, do viết bằng tiếng Việt dùng chữ Nôm nên được gọi là truyện Nôm. Truyện Nôm là một bộ phận văn học độc đáo và thể hiện nét thẩm mỹ độc đáo của nền văn học phong kiến Việt Nam mà không nền văn học nào có được.